# Ferdinando Tozzi
Ferdinando Tozzi (Napoli, 12 luglio 1977) è un giurista italiano esperto nel diritto dello spettacolo.

## Biografia
Fra i maggiori esperti di diritto d’autore (nominato dalla rivista Top Legal professionista "rilevante a livello individuale", per la tutela dei diritti di autore, dell'arte e dello spettacolo), in particolare per quanto attiene i settori della musica, dell’audiovisivo, editoria, nuove tecnologie e del diritto del format (vincitore del Premio Internazionale AIPPI 2003), nonché di tutela dell'immagine e del right of publicity e del diritto degli influencer nonché dell’arte figurativa e del diritto di seguito per le opere d’arte.
Componente, quale giurista esperto di diritto di autore, del Comitato Consultivo Permanente per il Diritto di Autore dal 2007 al 2019. Componente o Coordinatore di numerose commissioni del MIC sulle tematiche dei diritti di autore, dal diritto di seguito delle opere d’arte alla tutela dell’arte figurativa.
Lavora fra Napoli, Roma e Milano, ha svolto un periodo di lavoro presso lo studio Kenyon&Kenyon (ora Wuersch&Gering) di New York (intellectual property) con il quale mantiene intensi rapporti di collaborazione professionale.
Svolge ricerca universitaria (è dottore di ricerca in diritto dell'economia).
Gli studi, prevalentemente legati alla sua attività professionale, gli hanno portato il riconoscimento del premio Aippi 2003. 
È stato nominato, nel mese di aprile 2015, nella short list di Top Legal, sia come studio legale che come professionista "rilevante a livello individuale", per la tutela dei diritti di autore, dell'arte e dello spettacolo. 
Consigliere Delegato del Sindaco di Napoli per l'industria della musica e l'industria dell'audiovisivo. 
Nel 2007 è stato nominato giurista esperto dal Ministro per i Beni e le Attività culturali all'interno del Comitato consultivo permanente per il diritto d'autore allo scopo di coordinare la Commissione sul rapporto tra diritto d'autore e nuove tecnologie. Il Comitato, ha avuto l'incarico di stendere dal punto di vista tecnico il testo del nuovo diritto d'autore sulla base dei principi di delega fissati dal Parlamento. La commissione, parallelamente a quella coordinata dalla giurista Valeria Falce sulla revisione del regolamento, ha presentato il 18 dicembre 2007 al Ministro Francesco Rutelli il documento contenente le proposte per la riforma del diritto di autore. Ha fatto parte della commissione ristretta che nel 2008 ha redatto il testo di proposta definitivo ed unitario, rimasto poi una bozza.
Sempre a Ferdinando Tozzi è stato affidato il compito di coordinare la Commissione Speciale per la rideterminazione del contributo per la copia privata il cui lavoro è risultato di estrema utilità per i successivi provvedimenti del Ministro On.le Sandro Bondi.
Nel febbraio 2011 è stato nominato, dal Ministro p.t. per i Beni e le Attività Culturali, Presidente del Collegio dei Probiviri della Nuova Imaie in quanto “professionista di chiara fama ed esperto nel diritto dello spettacolo”.
Nell'aprile 2014 è stato confermato - stavolta con le elezioni della base degli artisti - Presidente del Collegio dei Probiviri della Nuova Imaie. 
Nel settembre 2012 è stato nominato - per la seconda volta - Giurista Esperto del Comitato Consultivo Permanente per il Diritto di Autore dal Ministro p.t.per i Beni e le Attività Culturali, prof. Lorenzo Ornaghi, in quanto "avvocato esperto in materia di diritto di autore e dello spettacolo e diritti di proprietà intellettuale".
È stato poi nominato nelle Commissioni Speciali per il riordino delle collecting e sul format televisivo.
Ha tenuto docenze nell'ambito del diritto di autore presso l'Università Luiss Guido Carli di Roma e l'Università degli Studi "Suor Orsola Benincasa", mentre presso l'Università "Parthenope" di Napoli ha tenuto un corso in obbligazioni e contratti.

## Opere
- La circolazione dei diritti della persona, Giappichelli, 2013